# Wharfedale (Regno Unito)
Wharfedale è una delle valli delle Yorkshire Dales. Si trova entro i distretti di Craven e Harrogate nel North Yorkshire e le città di Leeds e Bradford nel West Yorkshire. È l'alta valle del fiume Wharfe. Le città e i villaggi del Wharfedale (a valle, da ovest a est) comprendono Buckden, Kettlewell, Conistone, Grassington, Hebden, Bolton Abbey, Addingham, Ilkley, Burley-in-Wharfedale, Otley, Pool-in-Wharfedale, Arthington, Collingham e Wetherby. Oltre Wetherby, la valle si apre e diventa parte della Valle di York.
La sezione dalla sorgente del fiume ad Addingham è conosciuta come Upper Wharfedale e si trova nel North Yorkshire e nello Yorkshire Dales National Park. I primi 24 km circa sono conosciuti come Langstrothdale, compresi gli insediamenti di Beckermonds, Yockenthwaite e Hubberholme, famosi per la sua chiesa, luogo di riposo dello scrittore J. B. Priestley. Mentre gira verso sud, il Wharfe attraversa una valle verde e lussureggiante, con affioramenti calcarei, come Kilnsey Crag e boschi, generalmente abbastanza insoliti nelle Vallate.
Sotto Addingham la valle si allarga e gira verso est. Questa sezione è condivisa tra il North Yorkshire ed il West Yorkshire e comprende le città di Ilkley, Otley e Wetherby. Il lato settentrionale del Lower Wharfedale, di fronte a Ilkley, Burley-in-Wharfedale e Otley, si trova nella zona di straordinaria bellezza naturale di Nidderdale.
Lo Yorkshire Dales Rivers Trust ha il compito di preservare le condizioni ecologiche dei bacini di Wharfedale, Wensleydale, Swaledale e Nidderdale dai loro bacini idrici fino all'estuario dello Humber.

## Storia

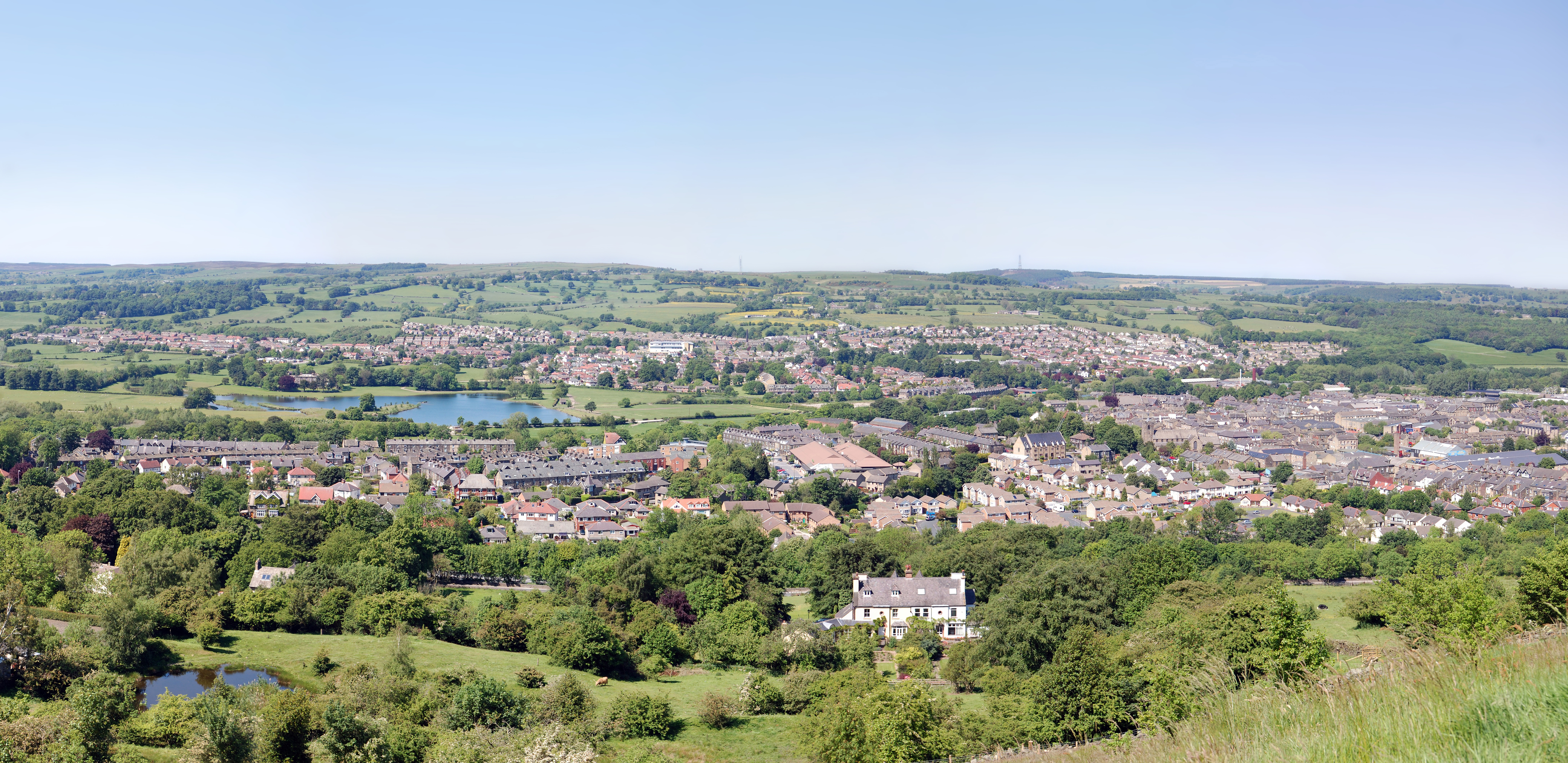
Gli ampi altopiani illuminati dal sole della Bassa Wharfedale Otley

La valle del Wharfedale è stata tagliata nella forma che conosciamo oggi durante l'ultima era glaciale (la Glaciazione Würm). La valle fu trasformata nel suo classico stato a forma di U tra 18.000 e 12.000 anni fa dal ghiacciaio del Wharfedale, sebbene questo stesse tagliando un canale che aveva già avuto un fiume che drenava l'acqua via ad est attraverso quello che ora è il Wharfedale,  e anche a il nord attraverso quello che ora è Bishopdale e poi Wensleydale. Sono state rinvenute testimonianze di insediamenti umani risalenti al Neolitico e la valle presenta numerosi reperti relativi ai periodi celti, romani e anglosassoni. I romani costruirono una strada sopra Stake Moss in quello che oggi è il villaggio di Bainbridge a Wensleydale. L'influenza anglosassone rimane nei tempi moderni, con la maggior parte degli insediamenti nell'Alto Wharfedale con nomi derivati anglosassoni.
Il nome della valle deriva dal fiume principale che scorre attraverso di essa: il Wharfe, che deriva dal Old English Weorf o, in Lingua norrena Hverfr, entrambi intesi come fiume tortuoso. Il fiume Wharfe inizia alla confluenza (nella frazione di Beckermonds) dell'Oughtershaw Beck e del Green Field Beck, ognuno dei quali ha origine nello spartiacque Pennine, circa 6 km a nord-est di Ribblehead. La valle segue approssimativamente una direzione sud-est, creando un confine tra West Yorkshire (sul lato sud) e North Yorkshire. Tra Oughtershaw Moss e Wetherby, la valle corre per 80 km. La parte più alta della valle è conosciuta come Langstrothdale. Sotto Beckermonds il fiume è noto come il fiume Wharfe. Wetherby è tradizionalmente visto come il piede del Wharfedale, anche se il fiume continua attraverso la Valle di York.
La valle è stata utilizzata in gran parte per l'agricoltura, ed è ora attraversata da muri in pietra e fienili in pietra che ne testimoniano l'uso nel corso dei secoli.

## Geologia
La geologia della valle è divisa, con l'Upper Wharfedale costituito da calcare carbonifero della serie Yoredale. Nella parte inferiore del Wharfedale, intorno a Ilkley e Otley, la pietra sottostante è principalmente graniglia di macina, che può essere vista meglio sulle rocce Cow e Calf sul lato sud della valle su Ilkley Moor.

## Circoscrizione elettorale di Wharfedale
Come suddivisione elettorale Wharfedale è un reparto nel nord-est del borgo metropolitano della Città di Bradford. È costituito dagli insediamenti di Burley-in-Wharfedale, Burley Woodhead e Menston insieme alla brughiera circostante. La popolazione del distretto, rilevata nel censimento del 2011, era di 11.836.

## Decanato del Sud Craven e Wharfedale
Nel 2017, in considerazione della geografia regionale, la Chiesa d'Inghilterra ha cambiato le sue suddivisioni e ha raggruppato il Decanato di Wharfedale con quello di South Craven, in modo che le regioni simili possano lavorare insieme in modo più efficace.

## Wharfedale nella cultura

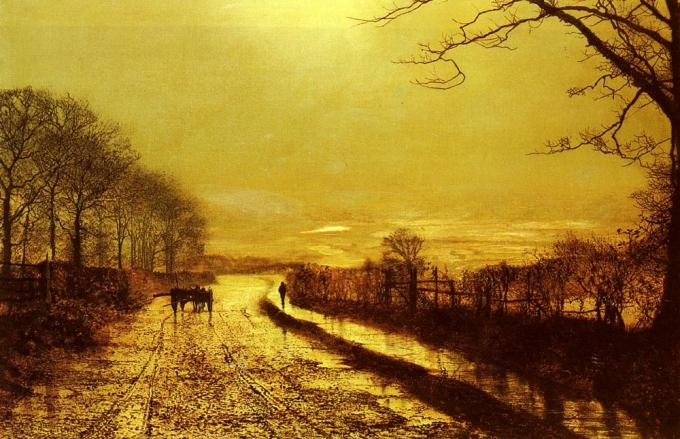
John Atkinson Grimshaw - Wharfedale 1872

Uno dei pittori più famosi dell'era vittoriana, John Atkinson Grimshaw, ritrasse l'area nel suo pezzo, "Moonlight, Wharfedale" (1871 - olio su carta 17½" x 13½"). È conosciuto come uno dei migliori e più abili artisti notturni e paesaggisti di tutti i tempi, e questo dipinto è un ottimo esempio della sua maestria. Anche JMW Turner ha visitato e dipinto scene intorno a Otley e Ilkley. Turner fu incaricato di dipingere Kilnsey Crag, che creò come dipinto ad olio nel 1816.
La valle è apparsa nell'episodio tre della serie di BBC Two, The Yorkshire Dales.